# Michel Zanoli
Michel Jean-Paul Zanoli (Amsterdam, 10 januari 1968 – Haarlem, 29 december 2003) was een Nederlands wielrenner.

## Biografie
In 1986 werd Zanoli wereldkampioen op de weg bij de junioren. In 1988 nam hij deel aan de Olympische Spelen in Seoel. Op deze Spelen eindigde hij met de Nederlandse ploeg als elfde in de 100 kilometer ploegentijdrit en in de individuele wegwedstrijd als vijftiende. Hij was dat jaar ook winnaar van de amateur versie van Rund um den Henninger-Turm en tweede geworden op het NK op de weg voor amateurs. Een jaar later maakte hij zijn debuut bij de profs bij de Belgische wielerploeg AD Renting-Coors Light (ADR). Hij was profwielrenner van 1989 tot 1996.
Zijn eerste profzege was de New Jersey Classic. Tijdens zijn carrière behaalde hij veelal overwinningen in de Verenigde Staten. In 1991 won hij de US Pro Championship, het open Amerikaanse kampioenschap. In hetzelfde jaar won hij tevens het eerste deel van de tweede etappe in de Ronde van Spanje. Deze zege wordt gezien als zijn grootste zege uit zijn carrière. In 1992 reed hij voor de Amerikaanse ploeg Motorola en behaalde hij een tweede plaats in Dwars door Vlaanderen/Dwars door België en twee tweede plaatsen in de vijfde en zesde etappe van de Ronde van Zwitserland. Verder werd hij derde in de derde etappe van Parijs-Nice.
Na 1992 werden de ereplaatsen schaarser. In 1996 won hij nog vier wedstrijden in Nederland, maar nog in datzelfde jaar beëindigde hij zijn carrière als prof. In 1997 reed hij bij de amateurs en werd hij derde in de Internationale Wielertrofee Jong Maar Moedig Oetingen"
Zanoli worstelde een tijd lang met psychische problemen en overleed eind december 2003 op 35-jarige leeftijd aan een hartstilstand. Andere bronnen spreken over zelfdoding.

## Palmares
1986
- Wereldkampioen op de weg, Junioren
- Tour de l'Abitibi

1989
- New Jersey Classic

1990
- 10e en 13e etappe Tour de Trump

1991
- US Pro Championship
- 2e etappe deel A Ronde van Spanje

## Resultaten in voornaamste wedstrijden
| Jaar | Ronde van Italië | Ronde van Frankrijk | Ronde van Spanje |
| ---- | ---------------- | ------------------- | ---------------- |
| 1989 |                  |                     |                  |
| 1991 |                  |                     | buiten tijd (1)  |
| 1992 |                  |                     |                  |
| 1993 |                  |                     |                  |
| 1995 |                  |                     |                  |

| Jaar | Milaan-San Remo | Gent-Wevelgem | Parijs-Roubaix | Amstel Gold Race | Omloop Het Volk | Dwars door Vlaanderen | E3 Harelbeke |
| ---- | --------------- | ------------- | -------------- | ---------------- | --------------- | --------------------- | ------------ |
| 1989 |                 |               |                | 108e             |                 |                       |              |
| 1991 | 11e             | 114e          | 88e            |                  |                 |                       |              |
| 1992 |                 |               |                |                  | 8e              | ↑                     |              |
| 1993 |                 |               |                |                  |                 |                       | 5e           |
| 1995 |                 | 94e           |                |                  | 26e             |                       |              |

## Ploegen
- 1989 - AD Renting-Coors Light
- 1990 - Coors Light
- 1991 - Tulip Computers
- 1992 - Motorola (ontslagen na een conflict met ploeggenoot Davis Phinney)
- 1993 - Van Griensven-Elro Snacks
- 1994 - Elro Snacks
- 1995 - Asfra-Orlans (tot 15 mei), Montgomery (vanaf 15 juli)
- 1996 - Force Sud (tot 25 juli), MX Onda (van 26 tot en met 30 augustus)

Wielerploegen van Michel Zanoli
Arroyo · Bailey · Carter · Clark · De Backer · De Wolf · Dorgelo · Günther · Hoste · Kools · Kuum · Lameire · Lammerts · Larsen · LeMond  · Liboton · Martens · Messelis · Museeuw · Namtvedt · Onnockx · Planckaert · Sturgess · Szostek · Van Holen · Van Vooren · Vancraeynest · Verschuere · Zanoli
Cooman ·
Dauwe ·
Desmet ·
Hauer (tot 15/06) ·
Jentzsch ·
Kools · 
Liboton ·
Onclin ·
Parkin ·
Patry ·
Peiper ·
Pieters ·
Remels ·
Rogiers ·
Roosen ·
Sturgess ·
Van De Laer · 
A. van der Poel ·
J. van der Poel ·
Van Holen ·
Van Leeuwe ·
Van Vooren ·
Zanoli
Alvis · Anderson · Andreu · Armstrong · Baker · Bauer · Bay · Bishop · Dernies · Hampsten · Kiefel · Larsen · Lauritzen · Moens · Schur · Sciandri · Stenersen · Walton · Yates · Zanoli · Zimmermann
Baker ·
Čubrić ·
Gerlach · 
Gragus · 
Hamilton · 
Jemison · 
McCook · 
Reiss ·
Schommer · 
Sheehan · 
Zanoli